# Бентамка

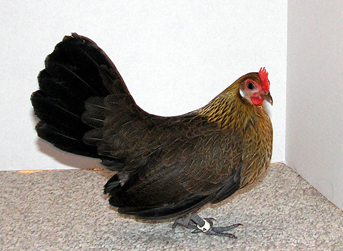
Горіхова бентамка

Бента́мка або банта́мка (англ. Bantam) — декоративна карликова порода домашніх курей. Походить з Азії (Індонезія, Китай, Японія).

## Продуктивність
Живая маса півнів— 0,6—0,9 кг, курей — 0,45—0,65 кг.
Яйценоскість — 90—150 яєць в рік. Розвинутий інстинкт насиджування.

## Різновидності
Розрізняють такі різновиди бентамок :
- Бантамки Сібрайта, або «сибрайти»,
- Японські,
- Пекінські,
- Чорні і білі,
- Нанкинському,
- Ситцеві,
- Біловухі,
- Горіхові.

Жива маса півнів цих різновидів - 0,9 кг, несучок - 0,5 кг. Несучість - 130-150 яєць, маса яйця - 44 м.
Півень ситцевої різновиди має чорні груди і тулуб з білими плямами на  пір'ї, пір'я хвоста чорні з зеленим відливом. У курки червоно-коричневе  оперення з білими плямами. Колір ніг і шкіри - світло-жовтий.
Півень горіхової різновидності має червоно-коричневе забарвлення голови і гриви, хвіст чорний із зеленуватим відливом. Курка має сіро-коричневе оперення. Ця різновидність є найближчою до природної форми курей – дикої банківської курки.

## Галерея

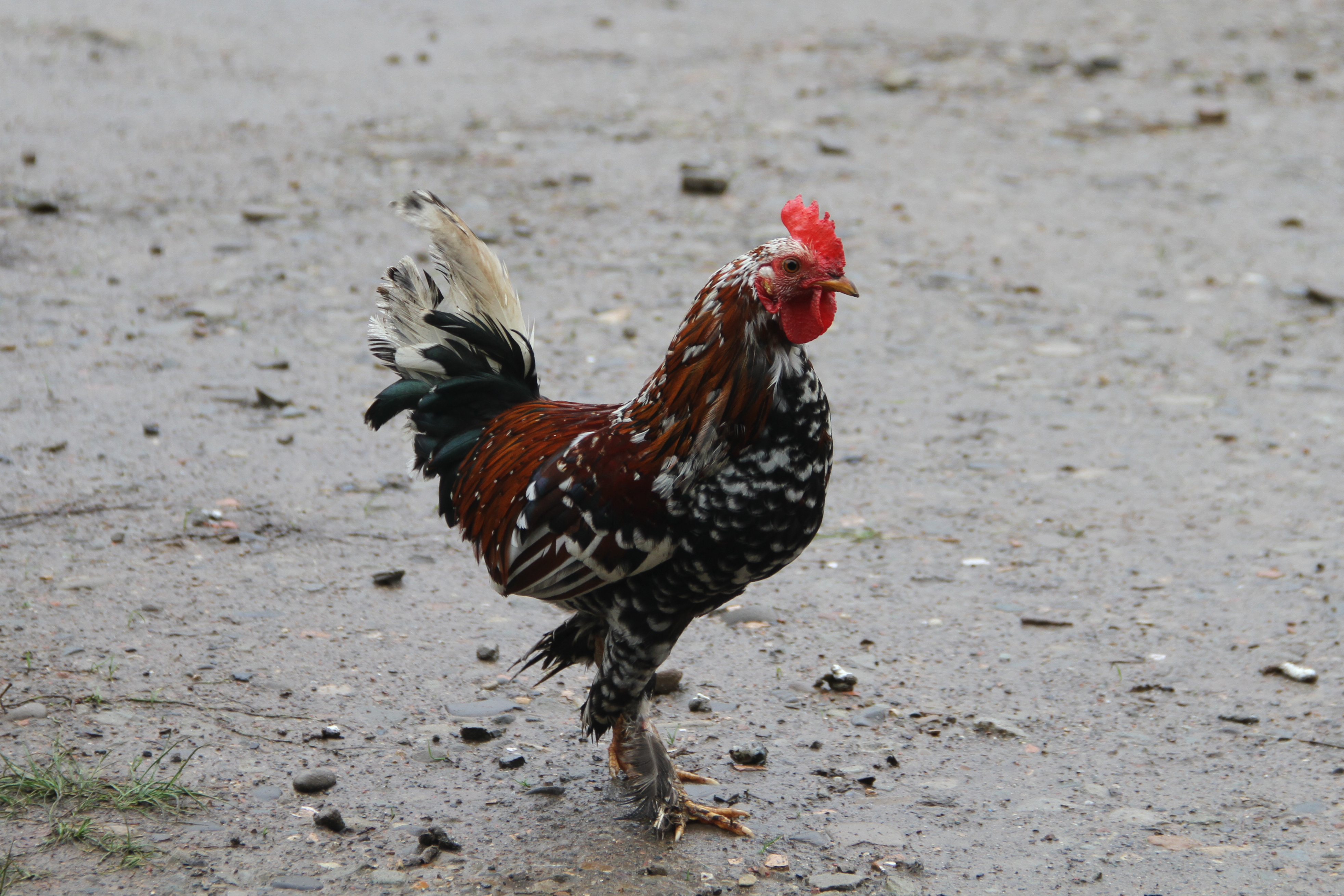
Бентамка ситцева, самець. Чернівецька область. Жовтень, 2020 рік
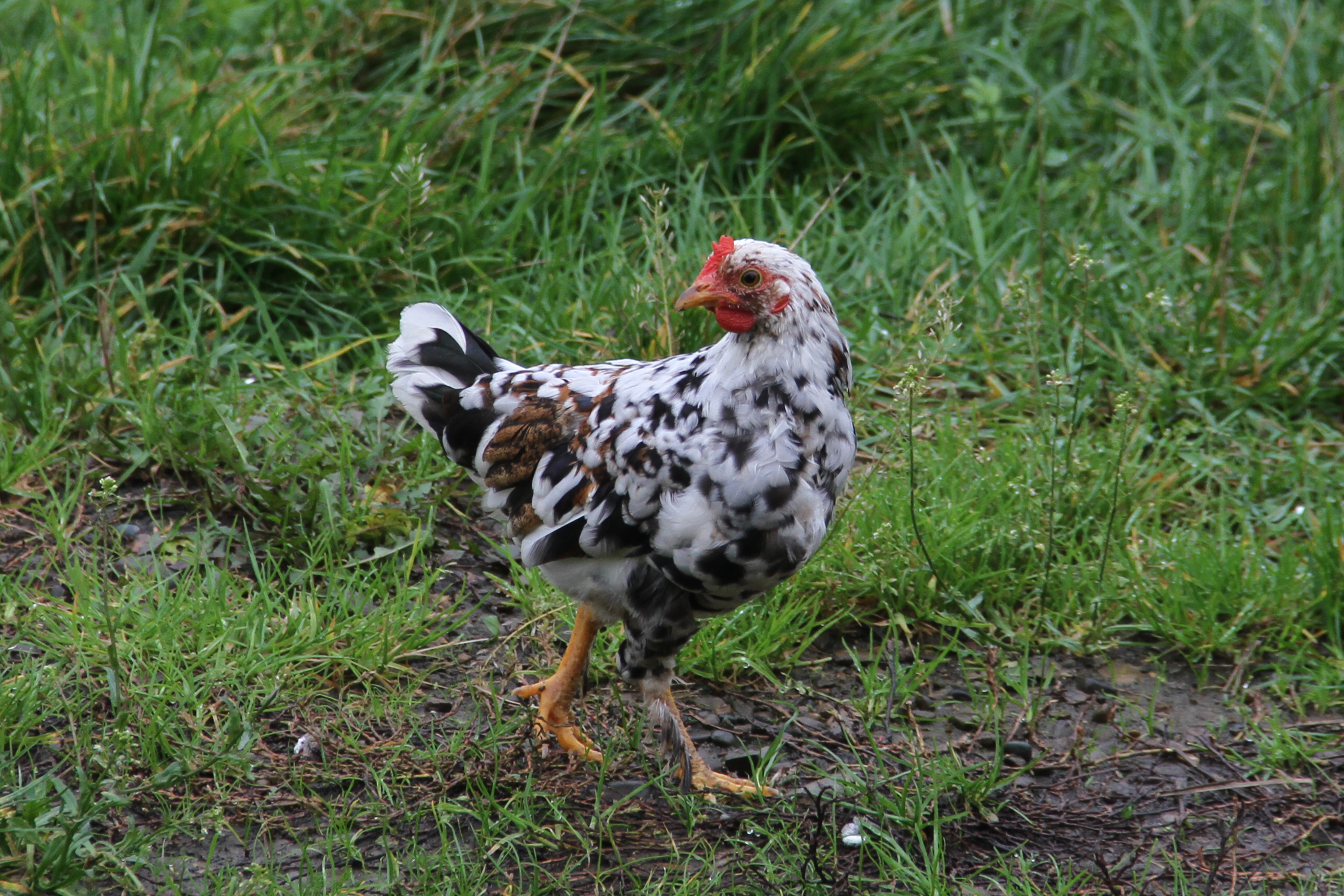
Бентамка ситцева, самка. Чернівецька область. Жовтень, 2020 рік
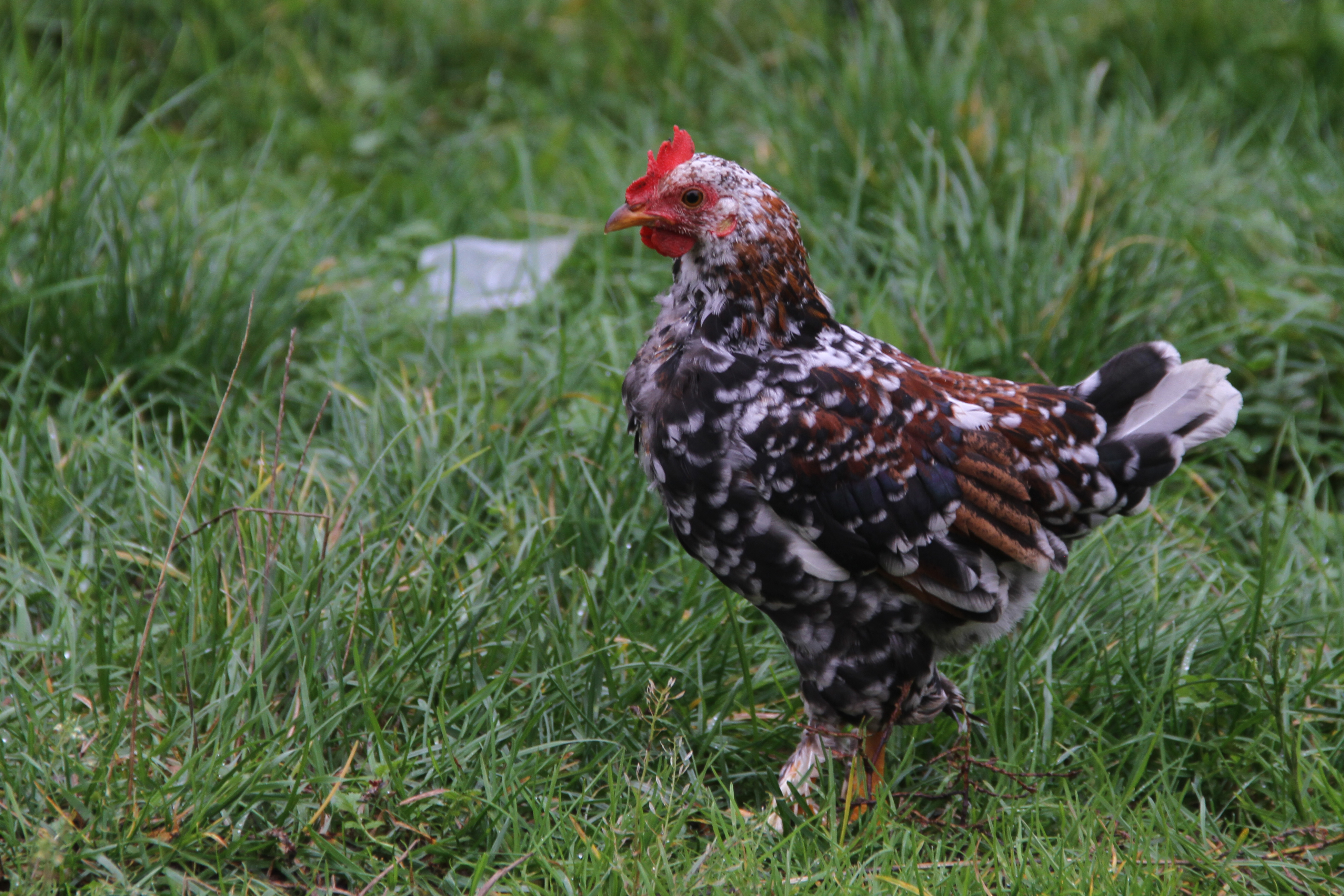
Бентамка ситцева, молодий птах. Чернівецька область. Жовтень, 2020 рік